# Kamenec u Poličky
Kamenec u Poličky è un comune della Repubblica Ceca facente parte del distretto di Svitavy, nella regione di Pardubice.